# Pionosyllis serratisetosa
Pionosyllis serratisetosa är en ringmaskart som beskrevs av Lòpez, San Martín och Jiménez 1997. Pionosyllis serratisetosa ingår i släktet Pionosyllis och familjen Syllidae. Inga underarter finns listade i Catalogue of Life.